# Rak kože
Rak kože se pojavljuje najčešće na površinama kože, koje su redovito izložene sunčevom svjetlu.
- Maligni melanom
- Bazeocelularni karcinom
- Planocelurarni karcinom

## Vanjske poveznice
|  | Zajednički poslužitelj ima još gradiva o temi Rak kože |

|  | Molimo pročitajte upozorenje o korištenju medicinskih informacija. Ne provodite liječenje bez savjetovanja s liječnikom! |